# Maná
Pour les articles homonymes, voir Mana.
Maná est un groupe de rock alternatif mexicain, originaire de Guadalajara. Il est formé en 1980 sous le nom Sombrero Verde. Il est composé de Fernando « Fher » Olvera au chant, Alex « El Animal » Gonzalez à la batterie, Sergio Vallin à la guitare et Juan Calleros à la basse. Le groupe compte plus de 40 millions d'albums vendus dans le monde, ce qui en fait le groupe de rock en espagnol le mieux vendu de tous les temps,. Le style musical est largement influencé par le rock voire le hard rock, la pop, la calypso et fortement marqué par le reggae.
En 1995, ils enregistrent l'album de la maturité : Cuando los ángeles lloran qui ne contient que des morceaux d'anthologie dont beaucoup sont repris dans l'album acoustique Maná MTV Unplugged en 1999. C'est également en 1999 que le groupe Maná participe au mémorable album Supernatural de Santana pour le titre qui connaît un certain succès, Corazón espinado.

## Biographie

### Débuts (1986–1991)

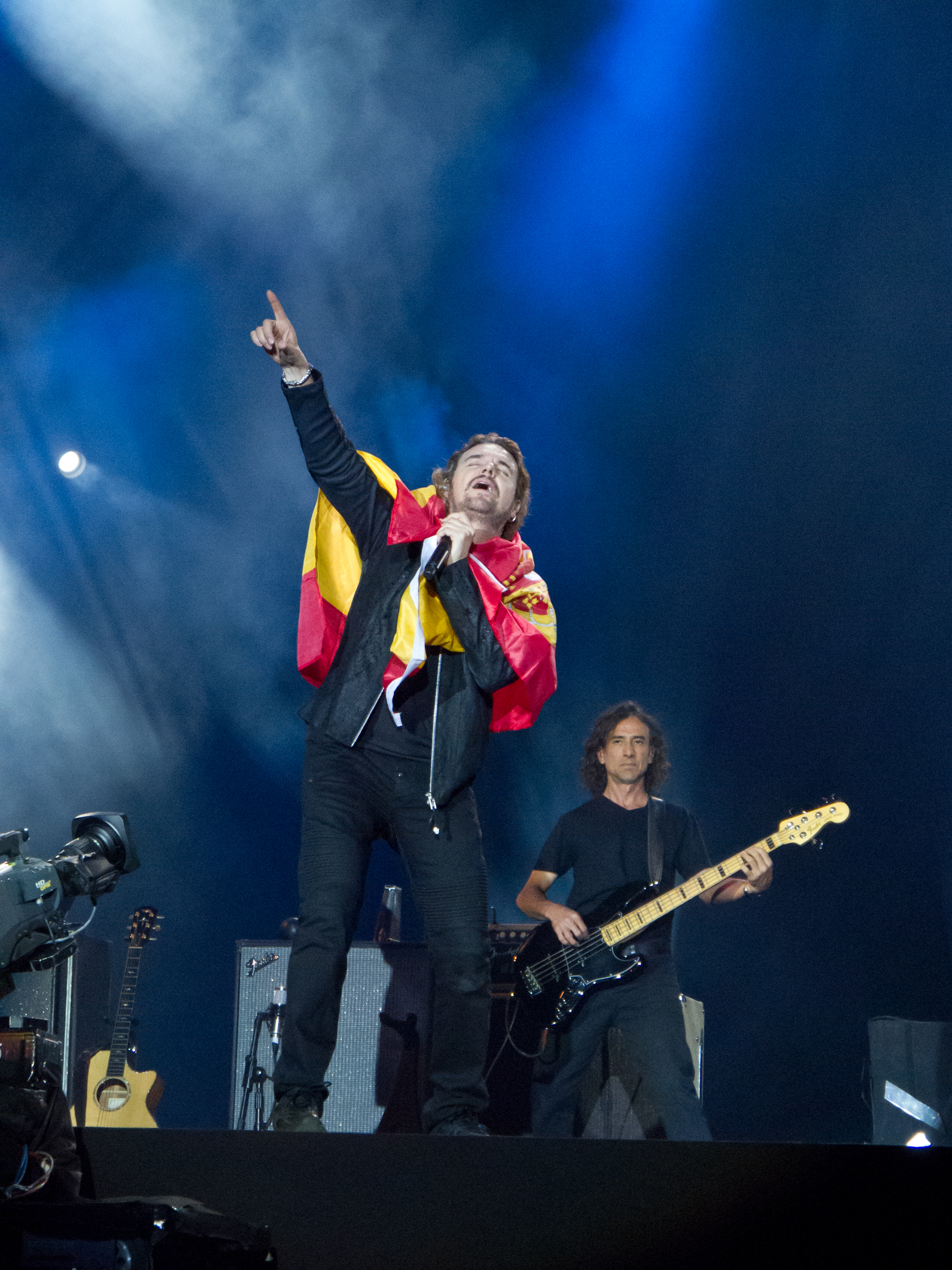
Maná pendant un concert en Espagne.

Au milieu d'un groupe naissant appelé Sombrero Verde, le groupe adopte le nom qui lui vaudrait le succès international, Maná. Le nom du groupe est choisi en raison de la signification du mot en polynésien, « énergie positive ». En 1987, le groupe signe avec le label Polygram et publie Maná, un album qui renforcera le mouvement rock en espagnol ; Il comprend dix morceaux armi ses célibataires, il y avait dix sujets.
L’entraînement pour l’enregistrement de cet album était composé de Fernando Olvera comme chanteur, des frères Calleros : Ulises Calleros à la guitare et Juan Calleros à la basse, laissant Alex « El Animal » González à la batterie. Malgré un certain succès, ce premier opus, comme pour Maná, ne satisfait pas complètement les membres du groupe. Plusieurs frictions éclatent concernant le désir de maintenir l'identité du groupe contre les intérêts commerciaux et mènent Maná à signer avec Warner Music. Après la mauvaise expérience du premier album, Fher et Álex sont conscients des risques inhérents à se mettre entre les mains d'un producteur qui ne comprenait pas le concept du groupe, ni même leur proposition artistique. Ils choisissent donc de s'engager sur une voie qu'ils ne connaissent pas. Depuis lors, ils reprendront la production de tous leurs albums.
Avec cette idée en tête, ils enregistrent l'album Falta amor (1990), qui ne conquiert pas le public jusqu'à sa sortie du single Rayando el sol, qui devient le premier grand succès pour Maná ; Les singles Perdido en un barco, Estoy agotado et Buscándola sont aussi des succès. Le groupe joue 112 concerts au Mexique et son premier concert hors des frontières, au General Rumiñahui Coliseum de Quito, en Équateur. C'est grâce à cette tournée que le groupe réalise le potentiel qu'il pourrait avoir à l'international.

### ¿Dónde jugarán los niños?(1992–1993)

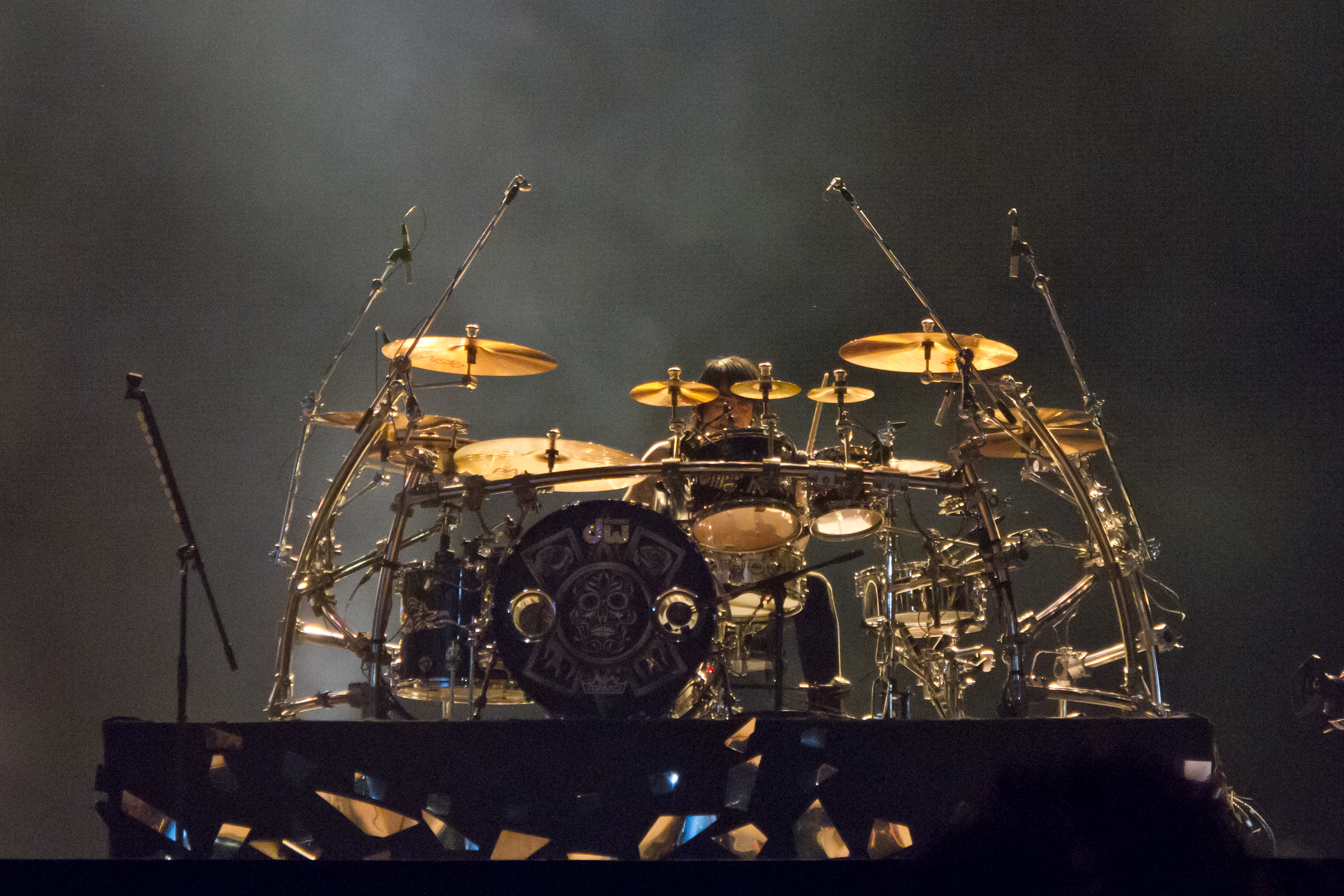
Álex, batteur du groupe.

En 1991, Maná est confronté à son premier changement de formation avec le départ d'Ulises Calleros, qui depuis lors se consacre à représenter le groupe. Cela mène à l'arrivée de deux nouveaux membres : le claviériste Iván González, et le guitariste César « El Vampiro » López. Avec cette nouvelle formation, ils enregistrent à Los Angeles en 1992, ¿Dónde jugarán los niños?, album qui constitue un véritable jalon dans l'histoire du groupe et dans celui du rock en espagnol, restant 97 semaines dans les classements du Billboard comme le plus vendu en Amérique latine. L'album est publié le 27 octobre 1992. En 2015, ¿Dónde jugarán los niños? compte plus de 10 000 000 exemplaires vendus à travers le monde, ce qui en fait l'album le plus vendu de l'histoire du rock en espagnol.
Huit singles de l'album dépassent les records de popularité en Amérique latine et deviennent des classiques de leur répertoire : Vivir sin aire, ¿Dónde jugarán los niños?, De pies a cabeza, Como te deseo, Oye mi amor, Cómo diablos, Te lloré un río et Me vale.
La popularité de Maná à l'international émerge en 1993 avec une machine promotionnelle de premier ordre et une série de 268 concerts dans plus de 17 pays. La tournée est un succès et le groupe se popularise dans la communauté latino aux États-Unis, et sur des marchés tels que le Chili et l’Argentine.
L’Argentine et l’Espagne, deux territoires historiquement difficiles à atteindre pour les artistes latinos non natifs, sont également conquis par le phénomène Maná, du fait que le morceau Vivir sin aire ait atteint la première place des charts dans les deux pays.
En avril 1994, Iván González et César « El Vampiro » López quittent Maná en raison de divergences artistiques et professionnelles. Pour une seconde fois, l’avenir du groupe et de leur tournée semblait compromis, mais il n'en est rien. Pour terminer leur tournée, ils embauchent les musiciens Juan Carlos Toribio aux claviers, Gustavo Orozco à la guitare, et Sheila Ríos aux chœurs.

### Maná en vivo(1994)
Avec sa popularité sur la scène internationale du pop rock latino, le trio, composé par Fher, Álex et Juan, sort l'album Maná en vivo (1994). L'idée de publier un album de leurs concerts apparaît comme un moyen de capter l'énergie et de revivre chaque moment. L’album est enregistré entre août et septembre 1994, lors de concerts à l'Universal Amphitheatre de Los Angeles, à la San Diego Sports Arena de San Diego, au Aragon Theatre de Chicago, au Teatro Gran Rex de Buenos Aires et à l'Estadio Nacional à Santiago au Chili.

### Cuando los ángeles lloran(1995–1996)
Désireux de revenir en quatuor, Maná effectue le troisième et dernier changement de sa formation. Le groupe auditionne plus de 80 guitaristes originaires du Mexique, d’Argentine, du Chili et des États-Unis, jusqu’à ce que finalement à Aguascalientes, au Mexique, ils trouvent celui qu’ils recherchent chez Sergio Vallín. Avec cette nouvelle formation et avec des démos réalisées à Guadalajara et à Puerto Vallarta, ils enregistrent et éditent l'album Cuando los ángeles lloran (1995) entre Los Angeles et Puerto Vallarta. Cette production, sortie trois ans après ¿Dónde jugarán los niños? se distingue par une évolution des paroles et du style musical du groupe. Les singles Déjame entrar, No ha parado de llover et Hundido en un rincón sont un succès à la radio, et les clips sont diffusés en rotation sur les chaînes musicales.
L’album leur permet une première nomination d'un Grammy Award, le plus important de l’industrie du disque. Sous la bannière d'un nouvel album, le groupe entame sa nouvelle tournée le 12 mai 1995, avec un total de 52 concerts dans 13 pays, en moins de cinq mois. Lors de sa visite en Espagne la même année, le groupe se produit au Bullring de Las Ventas avec Revolver et La Union, où le public reçoit le groupe à bras ouverts. Maná joue notamment au festival de jazz de Montreux, et à la conférence du Midem, respectivement en Suisse et en France. Ils participent également à la bande son du film My Family, à la demande du réalisateur Francis Ford Coppola.
Maná manifeste toujours son intérêt pour les problèmes écologiques auxquels la planète est confrontée. En septembre 1995, la Fundación Ecológica Selva Negra est créée par le groupe afin de sensibiliser l’opinion à ce sujet,.
À la seconde moitié de 1996, le groupe s'aventure dans une tournée passant par Boston, San Diego, Washington, Santa Barbara, New York, Atlanta, Chicago, La Nouvelle-Orléans, Sacramento, Miami, San José, Phoenix, San Bernardino, Tucson, Anaheim et Las Vegas.

### Sueños líquidos(1997–1999)

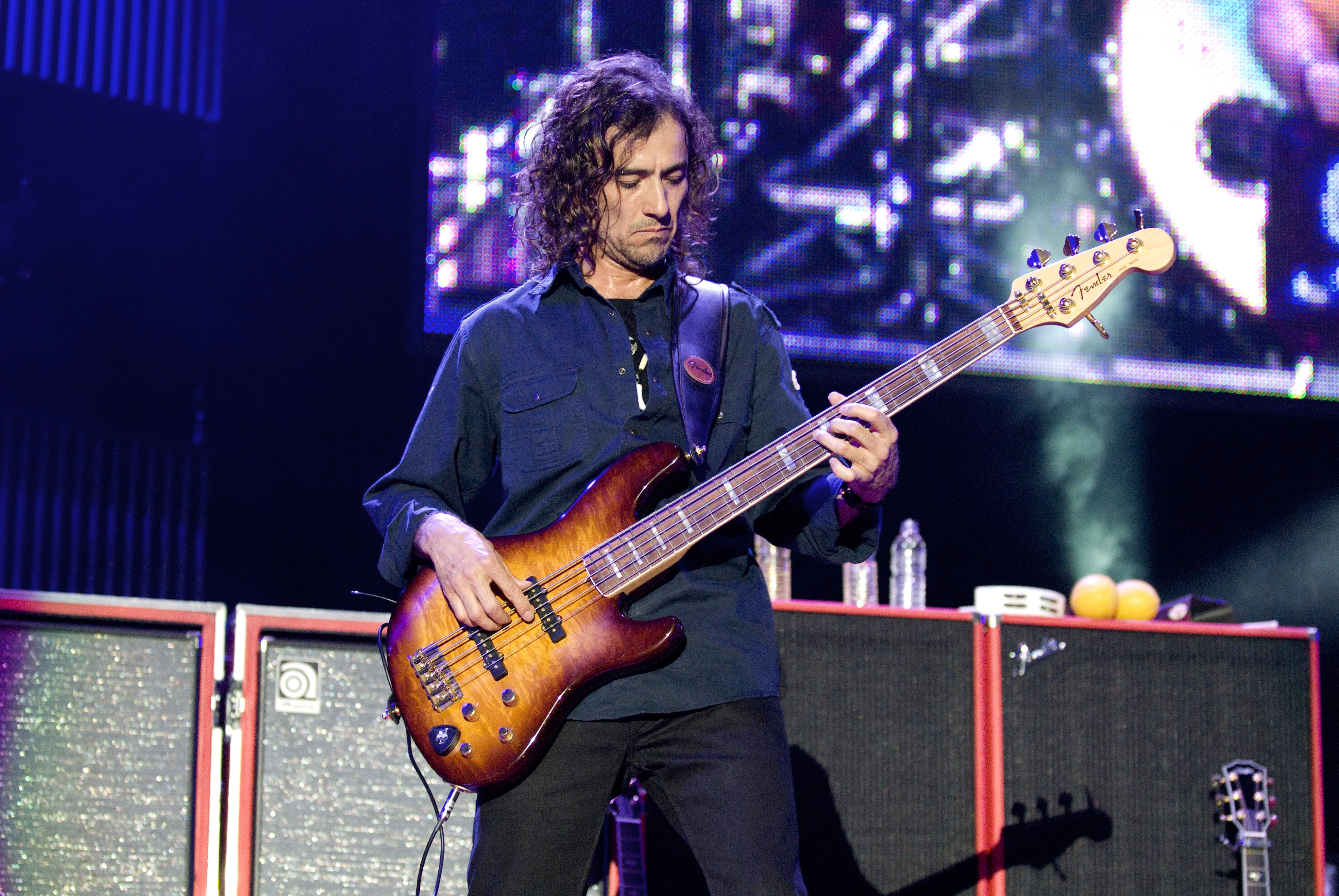
Juan, bassiste du groupe.

Après une expérience favorable de leur précédent live à Puerto Vallarta, un site très important de l'atlas créatif de Maná, le groupe décide de revenir enregistrer des démos. Ainsi, avec l’ambition de créer dans un environnement où l’eau, élément vital comme peu, était présente, Maná loue une maison surplombant Bahía de Banderas, à Conchas Chinas, et enregistre l’album Sueños líquidos en 1997. L'album est publié en octobre 1997 et sorti simultanément dans 36 pays ; il fait ses débuts à la première place du Billboard Hot Latin Chart.
Le 30 janvier 1998, le groupe entame sa tournée mondiale Sueños líquidos au Chili, pour ensuite visiter l’Uruguay et le Mexique. Après une pause de quatre semaines due au diagnostic d'hépatite A du batteur Álex González, le groupe reprend la tournée à travers le Mexique, où ils jouent 44 concerts. Parmi les concerts qui ont marqué la tournée Sueños líquidos figurent celles de la Bolivie, de la Colombie, du Pérou, du Costa Rica, du Nicaragua, du Venezuela, du Chili, de Porto Rico, du Honduras et du Salvador.
En décembre 1998, Maná est nommé pour la deuxième fois aux Grammy Awards dans la catégorie « meilleur album latin de rock/alternatif » pour Sueños líquidos, un prix qu'ils remportent le 24 février 1999. Il est le premier Grammy attribué à un groupe de pop rock mexicain. Le même mois, Fher reçoit une invitation de Carlos Santana à participer à son nouvel album. Fher y compose Corazón espinado. À la suite de cette collaboration, Álex et Fher reçoivent le Grammy Award des producteurs et auteurs du morceau et, avec Santana, visiteront les États-Unis et le Mexique. Le mélange Maná et Carlos Santana marque sans aucun doute le marché du rock en espagnol, l’un des plus grands événements de l’histoire du genre aux États-Unis. Au total, Maná et Santana feront 43 concerts aux États-Unis, à Mexico, à Guadalajara et à Monterrey à la fin de la tournée en décembre 1999.

### Revolución de amor(2000–2002)

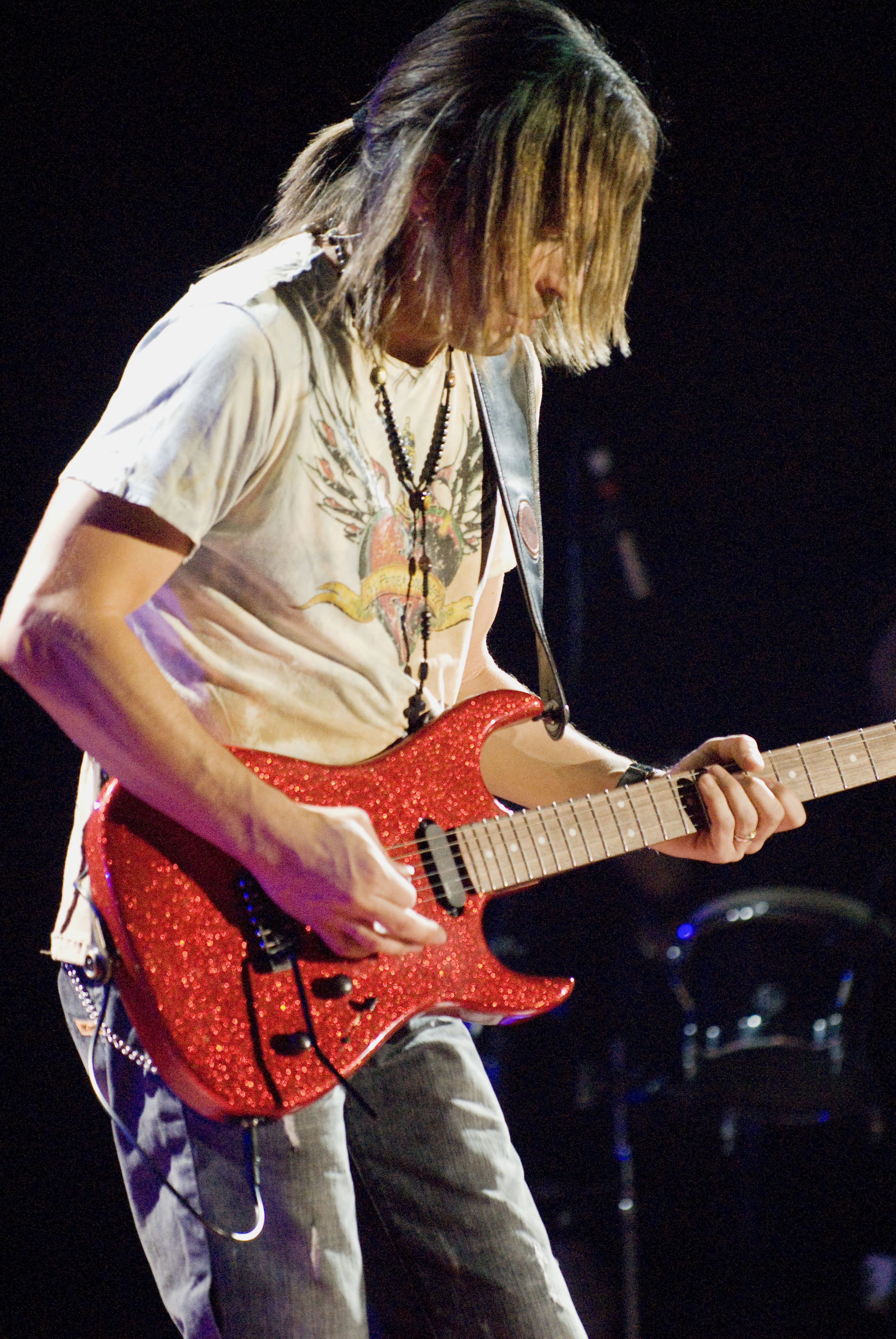
Sergio, guitariste du groupe.

Au début de 2002, le groupe se ferme pour composer et enregistrer des démos de ce que sera leur prochain album studio en cinq ans, après le lancement de Sueños líquidos. Ils sortent Revolución de amor le 20 août 2002, un mêle du rock des années 1960 et 1970, ainsi que d'autres fusions de musique latine.
En tant que sixième album studio, il est enregistré dans sa totalité à Los Angeles, entre février et mai 2002 et compte sur la participation de Carlos Santana et de sa guitare sur le morceau Justicia, tierra y libertad, ainsi que celui de Rubén Lames sur Sábanas frías. Il convient de noter que le guitariste du groupe, Sergio Vallín, a participé à la chanson Por qué te vas?, dédiée à ses parents. Revolución de amor atteint la première place des ventes en Espagne, en Amérique latine et aux États-Unis pendant cinq semaines consécutives.
Grâce au succès obtenu en Italie, le chanteur Zucchero les invite à participer à la chanson Baila morena, un duo à succès en Amérique et en Europe. Maná renvoie le geste au chanteur en l'invitant à participer à la chanson Eres mi religion, mais en italien, qui est ensuite incluse dans une édition spéciale de l'album Revolución  de amor publié en Europe.
Le 29 septembre 2002, Maná entreprend une nouvelle tournée de deux ans qui les mettra comme jamais auparavant sur le marché international. La tournée amène le groupe non seulement à des villes aux États-Unis, au Mexique, en Amérique latine et en Espagne, mais aussi à Rome, Milan, Paris, Berlin, Nuremberg, Munich, Stuttgart, Hambourg, Rio de Janeiro et Sao Paulo.
Au cours de leur séjour en Europe, le groupe participe à la spéciale Pavarotti and Friends aux côtés de Zucchero, où ils jouent avec des stars comme Bono, Eric Clapton, Lionel Richie, Queen, Deep Purple, Ricky Martin et Andrea Bocelli. Maná reçoit deux autres nominations durant la 4e édition des Latin Grammy Awards, organisé à Miami le 3 septembre 2003, dans les catégories de « meilleur album » et « meilleur album de rock par un duo ou un groupe ».
Le 16 octobre 2003, Maná est nommé Ambassadeur de bonne volonté de l’Organisation des Nations Unies pour l'alimentation et l'agriculture (FAO).

### Nouveaux albums (2004–2009)
En février 2006, Maná enregistre un album intitulé Amar es combatir, lancé sur le marché le 22 août 2006. Le premier single de cet album, sort en juillet de cette même année Labios Compartidos, et reçoit un rapide succès dans les zones latines des États-Unis et en Espagne notamment. Les autres titres à succès de cet album sont Manda una Señal, Tengo Muchas Alas et El Rey Tiburon 
En 2006, ils enregistrent aussi la chanson tube Baila Morena avec Zucchero que l'on peut entendre dans le film Les Bronzés 3 : Amis pour la vie. C'est en 2008 que parait l'album live : Arde el cielo (en vivo) dans lequel on retrouve le titre El Rey.

### Drama y luzetCama incendiada(depuis 2010)
Le 7 décembre 2010 sort l'album Drama y luz et une tournée suivra en 2011 dans le monde entier. L'album Drama y luz est sorti le 12 avril 2011. Ils ont également enregistré une nouvelle version de El Verdadero amor perdona en version bachata en duo avec Prince Royce. Le 24 février 2013, ils participent au festival de Viña Del Mar (Chile), après un concert d'un peu moins de deux heures, il remporte quatre prix Gabiota d'argent et d'or, et Antorcha d'argent et d'or.
En avril 2015, Manà sort l'album Cama incendiada qui contient notamment un titre enregistré avec Shakira, Mi Verdad. On remarque également dans cet album un titre très festif Somos más américanos, ainsi que deux titres qui renouent avec leur succès des meilleures années : Adicto a tu amor et La prision.
Maná poursuit une carrière sincère et authentique produisant une musique énergique et festive de qualité ainsi que des chansons romantiques inspirées par la tradition sud-américaine ; carrière portée par la ferveur d'un public chaleureux mais presque exclusivement latino-américain ; il est en effet très étonnant que Mana ne connaisse qu'un succès très confidentiel en France.
En 2017, le groupe reçoit la médaille d'or du mérite des beaux-arts (Espagne).

## Membres

### Membres actuels
- Fernando Olvera (Fher) - chant, guitare, harmonica (depuis 1981)
- Juan Calleros - basse (depuis 1981)
- Sergio Vallín - guitare, chœurs (depuis 1995)
- Alejandro González (El Animal) - batterie, chant, chœurs, percussions (depuis 1984)

### Anciens membres
- Ulises Calleros - guitare (1978-1992)
- Abraham Calleros: - batterie (1978-1984)
- Gustavo Orozco - guitare (1981-1986)
- César López (Vampiro) - guitare (1992-1994)
- Iván González - claviers (1990-1994)

## Discographie
- 1987 : Maná
- 1990 : Falta amor
- 1993 : ¿Dónde jugarán los niños?
- 1994 : Maná en vivo (1994)
- 1995 : Cuando los ángeles lloran
- 1997 : Sueños líquidos
- 1999 : Maná MTV Unplugged
- 2001 : Todo Maná
- 2001 : Grandes Éxitos Maná
- 2002 : Revolución de amor
- 2006 : Esenciales (compilation en trois parties : Luna, Sol et Eclipse)
- 2006 : Amar es combatir
- 2008 : Arde el cielo
- 2011 : Drama y luz
- 2015 : Cama incendiada

### Participations
- Penélope (sur l'album Vida (2013) de Draco Rosa)